# پایگاه مرکز انتقال نفت پاطاق
پایگاه مرکز انتقال نفت پاطاق مربوط به دوره پهلوی اول است و در شهرستان سرپل ذهاب، بخش مرکزی، دهستان بشیوه پاطاق، روستای پاطاق واقع شده و این اثر در تاریخ ۱۲ دی ۱۳۸۶ با شمارهٔ ثبت ۲۰۴۸۸ به‌عنوان یکی از آثار ملی ایران به ثبت رسیده است.